# Gran Premio de Aragón de Motociclismo de 2015
El Gran Premio de Aragón de Motociclismo de 2015 (oficialmente Gran Premio Movistar  de Aragón) fue la decimocuarta prueba del Campeonato del Mundo de Motociclismo de 2015. Tuvo lugar en el fin de semana del 25 al 27 de septiembre de 2015 en el MotorLand Aragón, situado en la localidad de Alcañiz, en Aragón, España.
La carrera de MotoGP fue ganada por Jorge Lorenzo, seguido de Dani Pedrosa y Valentino Rossi. Esteve Rabat fue el ganador de la prueba de Moto2, por delante de Álex Rins y Sam Lowes. La carrera de Moto3 fue ganada por Miguel Oliveira, Jorge Navarro fue segundo y Romano Fenati tercero.

## Resultados

### Resultados MotoGP
| Pos.    | N.º | Piloto           | Constructor    | Vueltas | Tiempo           | Parrilla | Puntos |
| ------- | --- | ---------------- | -------------- | ------- | ---------------- | -------- | ------ |
| 1       | 99  | Jorge Lorenzo    | Yamaha         | 23      | 41:44.933        | 2        | 25     |
| 2       | 26  | Dani Pedrosa     | Honda          | 23      | +2.683           | 5        | 20     |
| 3       | 46  | Valentino Rossi  | Yamaha         | 23      | +2.773           | 6        | 16     |
| 4       | 29  | Andrea Iannone   | Ducati         | 23      | +7.858           | 3        | 13     |
| 5       | 4   | Andrea Dovizioso | Ducati         | 23      | +24.322          | 13       | 11     |
| 6       | 41  | Aleix Espargaró  | Suzuki         | 23      | +24.829          | 7        | 10     |
| 7       | 35  | Cal Crutchlow    | Honda          | 23      | +25.367          | 8        | 9      |
| 8       | 38  | Bradley Smith    | Yamaha         | 23      | +25.503          | 10       | 8      |
| 9       | 44  | Pol Espargaró    | Yamaha         | 23      | +26.452          | 4        | 7      |
| 10      | 68  | Yonny Hernández  | Ducati         | 23      | +43.889          | 11       | 6      |
| 11      | 25  | Maverick Viñales | Suzuki         | 23      | +44.255          | 12       | 5      |
| 12      | 45  | Scott Redding    | Honda          | 23      | +48.176          | 14       | 4      |
| 13      | 19  | Álvaro Bautista  | Aprilia        | 23      | +49.755          | 21       | 3      |
| 14      | 50  | Eugene Laverty   | Honda          | 23      | +50.271          | 15       | 2      |
| 15      | 69  | Nicky Hayden     | Honda          | 23      | +50.364          | 16       | 1      |
| 16      | 8   | Héctor Barberá   | Ducati         | 23      | +50.722          | 19       |        |
| 17      | 76  | Loris Baz        | Yamaha Forward | 23      | +51.997          | 22       |        |
| 18      | 6   | Stefan Bradl     | Aprilia        | 23      | +53.406          | 17       |        |
| 19      | 43  | Jack Miller      | Honda          | 23      | +56.859          | 20       |        |
| 20      | 63  | Mike Di Meglio   | Ducati         | 23      | +59.607          | 18       |        |
| 21      | 24  | Toni Elías       | Yamaha Forward | 23      | +1:15.237        | 25       |        |
| Ret     | 17  | Karel Abraham    | Honda          | 11      | Lesión en el pie | 23       |        |
| Ret     | 9   | Danilo Petrucci  | Ducati         | 9       | caída            | 9        |        |
| Ret     | 15  | Alex de Angelis  | ART            | 5       | caída            | 24       |        |
| Ret     | 93  | Marc Márquez     | Honda          | 1       | caída            | 1        |        |
| Fuente: |     |                  |                |         |                  |          |        |

### Resultados Moto2
El primer intento de correr la carrera se vio interrumpido por un grave accidente que protagonizaron Dominique Aegerter y Xavier Siméon. Para la reanudación de la carrera, la distancia fue reducida de 21 a 14 vueltas.
| Pos.    | N.º | Piloto              | Constructor | Vueltas | Tiempo       | Parrilla | Puntos |
| ------- | --- | ------------------- | ----------- | ------- | ------------ | -------- | ------ |
| 1       | 1   | Esteve Rabat        | Kalex       | 14      | 26:25.125    | 1        | 25     |
| 2       | 40  | Álex Rins           | Kalex       | 14      | +0.096       | 2        | 20     |
| 3       | 22  | Sam Lowes           | Speed Up    | 14      | +5.364       | 4        | 16     |
| 4       | 94  | Jonas Folger        | Kalex       | 14      | +7.363       | 7        | 13     |
| 5       | 12  | Thomas Lüthi        | Kalex       | 14      | +16.723      | 8        | 11     |
| 6       | 5   | Johann Zarco        | Kalex       | 14      | +16.989      | 3        | 10     |
| 7       | 55  | Hafizh Syahrin      | Kalex       | 14      | +17.086      | 13       | 9      |
| 8       | 30  | Takaaki Nakagami    | Kalex       | 14      | +18.056      | 5        | 8      |
| 9       | 3   | Simone Corsi        | Kalex       | 14      | +18.658      | 11       | 7      |
| 10      | 7   | Lorenzo Baldassarri | Kalex       | 14      | +19.656      | 12       | 6      |
| 11      | 36  | Mika Kallio         | Speed Up    | 14      | +20.090      | 15       | 5      |
| 12      | 49  | Axel Pons           | Kalex       | 14      | +20.222      | 9        | 4      |
| 13      | 11  | Sandro Cortese      | Kalex       | 14      | +21.043      | 10       | 3      |
| 14      | 25  | Azlan Shah          | Kalex       | 14      | +22.384      | 17       | 2      |
| 15      | 23  | Marcel Schrötter    | Tech 3      | 14      | +26.017      | 21       | 1      |
| 16      | 97  | Xavi Vierge         | Tech 3      | 14      | +34.464      | 27       |        |
| 17      | 4   | Randy Krummenacher  | Kalex       | 14      | +34.658      | 19       |        |
| 18      | 88  | Ricard Cardús       | Suter       | 14      | +34.727      | 22       |        |
| 19      | 70  | Robin Mulhauser     | Kalex       | 14      | +37.335      | 26       |        |
| 20      | 2   | Jesko Raffin        | Kalex       | 14      | +44.018      | 30       |        |
| 21      | 66  | Florian Alt         | Suter       | 14      | +44.275      | 29       |        |
| 22      | 10  | Thitipong Warokorn  | Kalex       | 14      | +44.604      | 28       |        |
| 23      | 96  | Louis Rossi         | Tech 3      | 14      | +54.320      | 25       |        |
| Ret     | 32  | Federico Fuligni    | Suter       | 13      | Retirado     | 24       |        |
| Ret     | 73  | Álex Márquez        | Kalex       | 7       | Caída        | 6        |        |
| Ret     | 60  | Julián Simón        | Speed Up    | 4       | Caída        | 16       |        |
| Ret     | 57  | Edgar Pons          | Kalex       | 3       | Caída        | 23       |        |
| Ret     | 19  | Xavier Siméon       | Kalex       | 2       | Caída        | 18       |        |
| Ret     | 39  | Luis Salom          | Kalex       | 2       | Caída        | 20       |        |
| DNS     | 77  | Dominique Aegerter  | Kalex       | 0       | No participó | 14       |        |
| DNS     | 64  | Federico Caricasulo | Kalex       |         | No participó |          |        |
| Fuente: |     |                     |             |         |              |          |        |

### Resultados Moto3
| Pos.    | N.º | Piloto                 | Constructor | Vueltas | Tiempo         | Parrilla | Puntos |
| ------- | --- | ---------------------- | ----------- | ------- | -------------- | -------- | ------ |
| 1       | 44  | Miguel Oliveira        | KTM         | 20      | 39:54.343      | 2        | 25     |
| 2       | 9   | Jorge Navarro          | Honda       | 20      | +0.193         | 5        | 20     |
| 3       | 5   | Romano Fenati          | KTM         | 20      | +1.505         | 10       | 16     |
| 4       | 7   | Efrén Vázquez          | Honda       | 20      | +1.792         | 8        | 13     |
| 5       | 65  | Philipp Öttl           | KTM         | 20      | +2.466         | 9        | 11     |
| 6       | 23  | Niccolò Antonelli      | Honda       | 20      | +4.903         | 6        | 10     |
| 7       | 88  | Jorge Martín           | Mahindra    | 20      | +6.512         | 4        | 9      |
| 8       | 10  | Alexis Masbou          | Honda       | 20      | +15.746        | 7        | 8      |
| 9       | 16  | Andrea Migno           | KTM         | 20      | +15.884        | 20       | 7      |
| 10      | 76  | Hiroki Ono             | Honda       | 20      | +15.775        | 19       | 6      |
| 11      | 21  | Francesco Bagnaia      | Mahindra    | 20      | +16.260        | 17       | 5      |
| 12      | 29  | Stefano Manzi          | Mahindra    | 20      | +16.354        | 21       | 4      |
| 13      | 6   | María Herrera          | Husqvarna   | 20      | +16.899        | 30       | 3      |
| 14      | 84  | Jakub Kornfeil         | KTM         | 20      | +16.849        | 12       | 2      |
| 15      | 11  | Livio Loi              | Honda       | 20      | +17.125        | 15       | 1      |
| 16      | 24  | Tatsuki Suzuki         | Mahindra    | 20      | +17.560        | 26       |        |
| 17      | 17  | John McPhee            | Honda       | 20      | +17.690        | 14       |        |
| 18      | 81  | Sena Yamada            | Honda       | 20      | +31.050        | 22       |        |
| 19      | 2   | Remy Gardner           | Mahindra    | 20      | +31.159        | 29       |        |
| 20      | 91  | Gabriel Rodrigo        | KTM         | 20      | +31.180        | 32       |        |
| 21      | 58  | Juan Francisco Guevara | Mahindra    | 20      | +31.349        | 18       |        |
| 22      | 95  | Jules Danilo           | Honda       | 20      | +31.383        | 24       |        |
| 23      | 19  | Alessandro Tonucci     | Mahindra    | 20      | +31.759        | 28       |        |
| 24      | 48  | Lorenzo Dalla Porta    | Husqvarna   | 20      | +43.715        | 23       |        |
| 25      | 89  | Khairul Idham Pawi     | Honda       | 20      | +47.945        | 34       |        |
| 26      | 37  | Davide Pizzoli         | Husqvarna   | 20      | +48.082        | 33       |        |
| 27      | 22  | Ana Carrasco           | KTM         | 20      | +48.165        | 35       |        |
| Ret     | 41  | Brad Binder            | KTM         | 19      | Caída          | 11       |        |
| Ret     | 52  | Danny Kent             | Honda       | 19      | Caída          | 3        |        |
| Ret     | 33  | Enea Bastianini        | Honda       | 19      | Caída          | 1        |        |
| Ret     | 98  | Karel Hanika           | KTM         | 13      | Caída          | 13       |        |
| Ret     | 96  | Manuel Pagliani        | Mahindra    | 13      | Retirado       | 31       |        |
| Ret     | 63  | Zulfahmi Khairuddin    | KTM         | 13      | Perdida Cadena | 16       |        |
| Ret     | 32  | Isaac Viñales          | KTM         | 12      | Caída          | 27       |        |
| Ret     | 40  | Darryn Binder          | Mahindra    | 12      | Caída          | 25       |        |
| DNS     | 55  | Andrea Locatelli       | Honda       |         | No participó   |          |        |
| 1.      |     |                        |             |         |                |          |        |
| Fuente: |     |                        |             |         |                |          |        |